# جون ريتشاردسون (لاعب كرة مضرب)
جون ريتشاردسون (بالإنجليزية: John Richardson)‏ هو لاعب كرة مضرب جنوب أفريقي، (ولد في أنتاناناريفو في مدغشقر 1874  م).

## وصلات خارجية
- جون ريتشاردسون على موقع رابطة محترفي التنس (الإنجليزية)
- جون ريتشاردسون على موقع الاتحاد الدولي لكرة المضرب (الإنجليزية)
- جون ريتشاردسون على موقع أرشيف التنس.كوم (الإنجليزية)
- جون ريتشاردسون على موقع أوليمبيديا (الإنجليزية)